# Леонід Могилевський
Леонід Могилевський (фр. Léonide Moguy, 14 липня 1899, Одеса — †21 квітня 1976, Париж, Франція) – український, французький, італійський американський режисер, один із піонерів української кінохроніки, кінооглядач.

## Життя в Україні
Леонід Могилевський народився в Одесі 1899 року в родині купців. Про його дитинство та юність майже нічого не відомо. Під час Першої світової війни воює рядовим у складі 51-го Литовського піхотного полку царської армії в Сімферополі. Після закінчення війни вчиться на медика. Під час навчання він працює в кіноательє Дмитра Харитонова, харківського кінопрокатника, який побудував свою кіностудію в Москві, а в 1918 перевіз її до Одеси. Кіностудія працювала до 1920 року.
Згодом Могилевський залишає медицину на користь права і стає юристом, закінчивши в 1924 році Одеський Інститут народного господарства. Невдовзі його запрошують працювати на Одеській кіностудії ВУФКУ — Всеукраїнського Фотокіноуправління, в якості юридичного радника. У 1927 році Могилевський уже очолює відділ кінохроніки ВУФКУ.
Разом із Олександром Довженком вони створюють першу кінотеку українських фільмів. А відділ кінохроніки, який очолює Могилевський, запускає випуски журналів «Кінотиждень» та «Кіножурнал».
Ще на початку роботи у ВУФКУ Могилевський асистував режисеру Миколі Салтикову. Він зацікавився прийомами та законами монтажа. А вже у 1927 році з'явились дві монтажні стрічки «Як це було» (1927) та «Документи епохи» (1928). Остання стрічка — найбільш відомий монтажний фільм ВУФКУ, створений на основі 150 000 метрів хроніки 1917—1922 років. Це стрічка-документ, яка зберегла реальний побут деталі 1910-1920-х років, а також зафільмувала лідерів української революції Володимира Винниченка та Симона Петлюру, гетьмана Павла Скоропадського та першого більшовицького народного комісара УСРР Християна Раковського.

## Еміграція
В січні 1929 року Могилевський в рамках радянської делегації виїздить в Європу вчитися звуковому кіно, однак назад не повертається. Як виявилось, у Могилевського у Парижі жив зведений брат Олександр, який подав клопотання про дозвіл на роботу для Леоніда та його сестри. У Франції він бере собі псевдонім Леонід Моґі.
В Франції Моґі швидко стає монтажером, однак паралельно гартується до режисерської діяльності. Під час Другої світової війни він емігрує до США, після знову повертається до Європи — фільмує у Франції та Італії.
Після кількох років праці другим режисером Моґі знімає «В'язницю без грат» та здобуває перший гучний успіх: у 1938 році фільм бере участь у кінофестивалі в Венеції, де отримує Кубок міністерства масової культури й номінується на головну нагороду фестивалю як найкращий іноземний фільм. А 1947 року його «Вірсавію» буде номіновано на Велику міжнародну премію Венеціанського фестивалю.
Помер у Парижі в 1976 році.

## У масовій культурі
Фільми Леоніда Моґі «Париж уночі» (1943) та «Аравійська операція» (1944) Квентін Тарантіно згадує серед стрічок, які надихали його на створення «Безславних виродків» (2009).
В фільмі «Джанґо вільний» Квентіна Тарантіно є персонаж, названий на честь Леоніда Могилевського — Леонід Моґі.

## Фільмографія

### Режисер
- 1927 – Як це було (не зберігся)
- 1928 – Документи епохи (у співпраці з режисером Я. Габовичем)
- 1938 – В'язниця без ґрат (Prison sans barreaux)
- 1938 – Конфлікт (Conflit)
- 1939 – Дезертир (Я чекатиму на тебе) (Je t'attendrai)
- 1940 – Божий відбиток (L'empreinte du Dieu)
- 1943 – Париж у сутінках (Paris After Dark)
- 1944 – Аравійська пригода (Action in Arabia)
- 1946 – Зупинка (Whistle Stop)
- 1947 – Вірсавія (Bethsabée)
- 1950 – Завтра вже запізно (Domani è troppo tardi)
- 1951 – Завтра – інший день (Domani è un altro giorno)
- 1953 – Діти кохання (Les enfants de l'amour)
- 1956 – Уздовж тротуарів (Le long des trottoirs)
- 1957 – Дайте мені шанс (Donnez-moi ma chance)
- 1961 – Чоловіки хочуть жити (Les hommes veulent vivre)